# Bourlinskoïe (lac)
Le Bourlinskoïe est un lac salé endoréique peu profond, situé dans le kraï de l'Altaï en Russie. Son eau a la particularité de devenir rose en été, lorsque la population d'artémies se développe. L'eau du lac a aussi la réputation d'avoir des propriétés médicinales.

## Histoire
Les premières informations sur le lac datent de 1768. Après sa découverte, l'impératrice Catherine II aurait ordonné que seul le sel extrait du lac soit servi à sa table. Cette anecdote gagna au lac le surnom de « salière du Tsar »,.

### Exploitation de sel
Le lac Bourlinskoïe constitue la plus importante des réserves de sel de Sibérie, et son sel a très vite été exploité.
À l'époque soviétique, l'exploitation de sel a été mécanisée, avec un train qui passe au milieu du lac pour remuer les sédiments et le sel et collecter celui-ci. 65 000 tonnes de sel sont extraites du lac chaque année, contre 340 000 tonnes en 1967. Parmi les 600 habitants du village voisin de Bursol, une centaine travaille à l'exploitation de sel. L'exploitation a été interrompue entre 2008 et 2010.

### Tourisme
La vue du train, rappelant le film le voyage de Chihiro car les rails sont submergés dans certaines sections, attire quelques touristes. Les habitants de la région viennent aussi pour profiter des propriétés médicinales attribuées à l'eau du lac. Cependant, il n'y a quasiment aucune infrastructure prévue à cet effet, en dehors d'initiatives des habitants locaux qui mettent en place des douches près de la plage ou vendent du sel du lac.

## Caractéristiques physiques
Le lac a une superficie de 31,3 km². Sa profondeur est de moins d'un mètre en moyenne, et 2,5 mètres au point le plus profond. Il  une forme ovale avec une longueur de 8 km et une largeur de 6,2 km. Il est alimenté par un bassin versant de 1720 km². La société minière qui l'exploite estime les réserves de sel présentes dans le lac à 5 millions de tonnes.
À cause de sa salinité qui l'empêche de geler, le lac augmente en volume et en superficie pendant l'hiver. En effet les eaux souterraines continuent de l'alimenter, et la neige fond au contact du sel.

### Couleur
S'il a une couleur bleu ou gris le reste de l'année, le lac Bourlinskoïe est connu pour prendre une teinte rose autour du mois d'août. Cette couleur est due au minuscules crevettes de l'espèce Artemisia salina, qui vit dans les lacs salés.